# Sankt Lambrecht
Sankt Lambrecht este o localitate din Stiria, Austria.